# Cartórios de Protesto do Estado de São Paulo

## Cartórios de Protesto em São Paulo
Presentes em 276 cidades do estado de São Paulo, os cartórios de protesto dão uma contribuição fundamental para a economia do país.
Os cartórios são criados e regulados por lei, fiscalizados pelo Poder Judiciário, sendo um braço auxiliar da Justiça. São 425 cartórios de protesto no estado de São Paulo, os quais dão uma contribuição fundamental para a economia do país, garantindo e protegendo os direitos e deveres dos consumidores e das empresas.

## Gratuidade
Fazer o protesto de um título é um serviço gratuito no estado de São Paulo. O credor só arca com as custas, despesas e emolumentos se desistir do protesto ou na sucumbência em ação judicial. Fora isso, os valores serão pagos pelo devedor quando ele efetuar o pagamento do título.

## Tecnologia
Os Cartórios de Protesto de São Paulo fazem oferecem a tecnologia da Central do Protesto (CENPROT), protestosp.com.br, local onde o usuário poderá utilizar diversos serviços dos cartórios de protesto de maneira eletrônica.
De forma online é possível efetuar consultas gratuitas sobre a existência de protesto em desfavor de pessoas físicas ou jurídicas; obter instrumentos eletrônicos de protesto; emitir declarações de anuência para o cancelamento do protesto; fazer pedidos de cancelamento de protesto, entre outros serviços

## Segurança jurídica
Os cartórios de protesto oferecem segurança jurídica para os credores. A taxa de recuperação das dívidas pelos cartórios de protesto passa de 68% em São Paulo e em média, a recuperação é de até uma semana.

## Judiciário desafogado
Como uma medida extrajudicial de recuperação de dívidas, o credor utiliza o Protesto para impedir sua prescrição e acelerar o recebimento dos valores que lhe são devidos, resolvendo a situação da dívida sem a necessidade de recorrer ao Judiciário.
Diferentemente de empresas de cobranças ou birôs de crédito, a atividade dos cartórios é fiscalizada pelo Poder Judiciário. Desta forma, se o tabelião de protesto ou cartório de protesto realizar algum ato irregular ou ilegal ele poderá até ser destituído do cargo.

## Responsabilidade Social
Os Cartórios de Protesto do Estado de São Paulo realizam há dois anos, a campanha Protesto do Bem, que une esforços para arrecadação de doações ao Grupo de Apoio ao Adolescente e à Criança com Câncer - GRAACC. Já foram arrecadados mais de R$ 1 milhão.
Cerca de 37,5% dos valores dos emolumentos dos cartórios de protesto já subsidiam serviços públicos essenciais como: Fundo de Assistência Judiciária Gratuita, Fundo Especial de Despesa do Tribunal de Justiça e do Ministério Público, atos gratuitos de registros civis de nascimento e óbito e respectivas primeiras certidões e Santas Casas de Misericórdia do Estado de São Paulo.

## Curiosidades
Abril de 2019: Os cofres públicos arrecadam R$ 15,7 milhões por meio do pagamento de 2.539 títulos junto aos Cartórios de Protesto do Brasil. A quantia refere-se às dívidas de contribuintes junto aos Estados, Municípios e União, como Imposto de Renda, FGTS e multas aplicadas pelas autarquias federais (Ibama, ANTT e outros).